# Джерело «Бровари»
Джере́ло «Бровари́» — гідрологічна пам'ятка природи місцевого значення на Вінниччині. Відповідне рішення Вінницького облвиконкому № 371 від 29.08.1984 року.

## Місцезнаходження
Розташоване на південній околиці с. Верхівка (Барський район) в межах земель Верхівської сільської ради.

## Опис
Великодебітне джерело, що живить р. Лядову.
За оповіданнями місцевих жителів, з давніх-давен джерело відоме цілющою водою. Назване на честь однієї заможної сім'ї Броварів, у котрих була донька, що погано бачила. Покоївка щоранку водила її умиватися до цілющого джерела. З часом дівчина вилікувалась. З тих пір водою джерела лікуються мало не від усіх хвороб.
У 2007 р. за ініціативою місцевого ТОВ «Прогрес» джерело було облаштоване, побудовано капличку, названу на честь Святого Миколая.
За результатами районного конкурсу у 2011 році об'єкт визначено одним з «Семи чудес» Барського району.
Неподалік від джерела пробурена артезіанська свердловина завглибшки 80 м, з якої видобувається і розливається у пляшки кремнієва мінеральна вода «Верхівська перлина»..